# Тархов Холм (деревня)
Тархов Холм — деревня в Переславском районе Ярославской области России. На уровне муниципального устройства входит в состав городского округа Переславль-Залесский. До 2018 года входила в состав Нагорьевского сельского поселения.

## География
Деревня находится в южной части области, в зоне хвойно-широколиственных лесов, вблизи истока реки Кисьмы, при автодороге 78Н-0513, на расстоянии примерно 41 километра (по прямой) к северо-западу от города Переславль-Залесский, административного центра района. Абсолютная высота — 245 метров над уровнем моря.

### Климат
Климат характеризуется как умеренно континентальный, с умеренно холодной зимой и относительно тёплым влажным летом. Среднегодовая температура воздуха — 3,5 °C. Средняя температура воздуха самого холодного месяца (января) — −13,3 °C (абсолютный минимум — −39,5 °C); самого тёплого месяца (июля) — 18 °C (абсолютный максимум — 37 °C). Безморозный период длится около 214 дней. Годовое количество атмосферных осадков составляет около 646 мм, из которых большая часть выпадает в тёплый период. Снежный покров держится в среднем в течение 151 дня.

### Часовой пояс
Тархов Холм, как и вся Ярославская область, находится в часовой зоне МСК (московское время). Смещение применяемого времени относительно UTC составляет +3:00.

## История
В 1859 году здесь насчитывалось 21 двор, проживало 67 мужчин и 93 женщины. К началу XX века количество дворов увеличилось: по сведениям сельских старост в 1901 году — 42 двора, по данным статистического бюро — 43, а по волостным правлениям на 1897 год — 38 дворов. В 1914 году в деревне проживало 133 человека.

## Население
| 2007 | 2008 | 2010 |
| ---- | ---- | ---- |
| 9    | →9   | →9   |

### Национальный состав
Согласно результатам переписи 2002 года, в национальной структуре населения русские составляли 100 % из 7 чел. Согласно переписи 2010 года число жителей деревни выросло до 9 человек.